# USNS Lewis and Clark (T-AKE-1)
USNS Lewis and Clark (T-AKE-1) – okręt zaopatrzeniowy typu Lewis and Clark należący do US Navy. Nazwa statku upamiętnia Meriwethera Lewisa i Williama Clarka – amerykańskich odkrywców. Obecnie „Lewis and Clark” bierze udział w operacji przeciwko somalijskim piratom.
Kontrakt na budowę statku podpisano 18 października 2001 r. w San Diego (stan Kalifornia). Stępka została położona 22 kwietnia 2004 r. Wodowanie i ochrzczenie statku miało miejsce 21 maja 2005 r. Matkami chrzestnymi statku zostały potomkinie patronów: Jane Lewis, Sale Henley i Lisa Clark. USNS „Lewis and Clark” wszedł do czynnej służby 20 czerwca 2006 r.
USNS „Lewis and Clark” jest pierwszym statkiem klasy o tej samej nazwie. Zastąpiła ona statki typu Sacramento i Kilauea. Cała klasa „Lewis and Clark” ma docelowo liczyć 14 statków, a całkowity koszt ich produkcji wynieść 4 miliardy dolarów.